# Esmée Böbner
Esmée Böbner (* 3. November 1999 in Hasle LU) ist eine ehemalige Schweizer Beachvolleyballspielerin.

## Karriere
Böbner kam durch ihre ältere Schwester Luisa zum Volleyball und spielte in der Halle 2014 für Volley Obwalden und dann zwei Jahre bei Fides Ruswil. Mit dem Nachwuchs von Volley Luzern wurde sie Schweizer U19-Meisterin. Sie spielte zu der Zeit aber auch schon Beachvolleyball. 2015 wurde sie Schweizer Meisterin der U19 mit Jana Wigger und ein Jahr später gewann sie den U21-Titel mit Mirjana Blazevic. 2015 kam sie mit Elise Boillat bei den Europameisterschaften der U18 in Riga und der U20 in Larnaka jeweils auf den 17. Platz. 2016 kam sie mit Jill Frangi beim U20-Turnier in Antalya nicht über den 25. Platz hinaus, wurde aber bei der U18-EM in Brünn mit Mara Betschart Neunte.
Seit 2017 bildete sie ein Duo mit Zoé Vergé-Dépré. Böbner/Vergé-Dépré erzielten diverse Top-Ten-Ergebnisse bei der nationalen Coop Beachtour, darunter ein dritter Platz in Rorschach. Damit qualifizierten sie sich für die Schweizer Meisterschaft in Bern, wo sie auf den vierten Rang kamen. International wurden sie jeweils Neunte bei der U21-Weltmeisterschaft in Nanjing und der U20-Europameisterschaft in Vulcano. Böbner wurde ausserdem mit Dunja Gerson Vierte der U22-Europameisterschaft in Baden.
2018 folgte ein dritter Platz bei der U20-EM in Anapa mit Sibelly Gilardi. Böbner/Vergé-Dépré spielten einige kleinere Turniere auf der FIVB World Tour und wurden Neunte beim 1-Stern-Turnier in Anapa. Bei der Studierenden-Weltmeisterschaft in München belegten sie den vierten Platz. Bei der U22-EM in Jūrmala wurden sie Neunte. Die jungen Schweizerinnen gewannen das 1-Stern-Turnier in Ljubljana und wurden bei den gleichrangigen Turnieren in Vaduz und Montpellier Vierte und Zweite. National waren sie ebenfalls erfolgreich. Sie erreichten das Finale in Rorschach und unterlagen bei der Schweizer Meisterschaft auch erst im Endspiel gegen Betschart/Hüberli.
Auf der World Tour 2019 traten sie bei diversen Turnieren mit Kategorien bis zu vier Sternen und den Finals in Rom an, kamen aber meistens nicht über die Qualifikationsrunden hinaus und schafften keine Top-Ten-Ergebnisse. Bei der U22-Europameisterschaft in Antalya wurden sie Fünfte. Bei der Coop Beachtour 2019 gewannen sie das Turnier in Locarno und standen in Zürich im Finale. Die Schweizer Meisterschaft endete für sie im Viertelfinale.
2020 hatten Böbner/Vergé-Dépré international nur das Turnier in Baden, wo sie den dreizehnten Platz belegten. Mit Mara Betschart wurde Böbner ausserdem noch Dritte der U22-EM in Izmir. Da die nationale Turnierserie in der Schweiz wegen der COVID-19-Pandemie abgesagt wurde, traten Böbner/Vergé-Dépré zu zwei Top-Teams-Turnieren der deutschen Comdirect Beach Tour 2020 an und wurden in Hamburg und Düsseldorf jeweils Fünfte. Anfang 2021 waren sie wieder in Deutschland aktiv. Bei der German Beach Trophy verpassten sie als Gruppenachte das Playoff-Viertelfinale. Im Februar vertraten sie an gleicher Stelle beim Nations Clash das tschechische Duo Hermannová/Sluková und belegten in einem tschechisch-schweizerischen Team mit Kubíčková/Kvapilová den letzten Rang. Bei den Vier-Sterne-Events in Doha und Cancun setzten sich die Schweizerinnen in der Qualifikation durch und wurden wie in Gstaad nach überstandener Poolrunde Siebzehnte. Bei der Europameisterschaft standen sie im Achtelfinale.
Bei der neugeschaffenen World Beach Pro Tour 2022 erreichten sie bei zwei Challenge-Turnieren die Runde der letzten acht. Bei der WM wurden sie Siebzehnte und bei der EM konnten sie ihr Vorjahresergebnis wiederholen. Bei ihrer dritten Elite16-Teilnahme in Hamburg schafften sie es zum ersten Mal in den Hauptwettkampf und beim nächsten gleichwertigen Wettkampf in der französischen Hauptstadt ins Viertelfinale. 2023 gelang ihnen beim Challenge in Itapema der Einzug in die Vorschlussrunde und in Jūrmala standen sie zum ersten Mal im Endspiel bei einem Turnier der Pro Tour. Die kontinentalen Meisterschaften beendeten sie auf dem geteilten fünften Platz, bei der WM war im Achtelfinale Endstation.
In der folgenden Saison gewannen Esmée und Zoé das Challenge in Guadalajara. Dies war ihr erster Pro-Tour-Sieg. Mindestens ebenso wertvoll war die Bronzemedaille beim Turnier in Brasília. Dies war nicht nur der erste Podiumsplatz bei einer Elite16-Veranstaltung, es war auch gleichzeitig die erste Halbfinalteilnahme der beiden bei den höchstklassigen Turnieren (Vier- und Fünf-Sterne, Elite16) der FIVB-Weltserie. Nach zwei Viertelfinalteilnahmen bei gleichwertigen Events in Gstaad und Wien setzten sich die Schweizerinnen bei den Olympischen Spielen ungeschlagen im starken Pool D durch, eliminierten danach die Chinesinnen Xue Chen / Xia Xinyi und wurden erst im Viertelfinale von Mariafe / Clancy gestoppt. Noch besser lief es für die Eidgenossinnen bei der anschließenden EM. Nach dem ungefährdeten Gruppensieg wurden nacheinander Schneider / Kozuch sowie Stam / Schoon bezwungen, ehe die Europameisterinnen sich als zu stark für das Duo erwiesen. Durch den Gewinn des kleinen Finales belohnten sich Esmée und Zoé mit der Bronzemedaille.
Am 23. August 2024 wurde bekannt, dass Böbner ihre Aktivkarriere zugunsten eines Studiums aufgibt.